# Olmedo de Camaces
Olmedo de Camaces is een gemeente in de Spaanse provincie Salamanca in de regio Castilië en León met een oppervlakte van 90,54 km². Olmedo de Camaces telt 111 inwoners (1 januari 2016).

## Demografische ontwikkeling
Bron: INE, 1857-2011: volkstellingen